# Agrostis holgateana
Agrostis holgateana är en gräsart som beskrevs av Charles Edward Hubbard. Agrostis holgateana ingår i släktet ven, och familjen gräs. Inga underarter finns listade i Catalogue of Life.